# Argiolestes coartans
Argiolestes coartans är en trollsländeart som beskrevs av Maurits Anne Lieftinck 1956. Argiolestes coartans ingår i släktet Argiolestes och familjen Megapodagrionidae. Inga underarter finns listade i Catalogue of Life.